# Уряд Нігеру
Уряд Нігеру — вищий орган виконавчої влади Нігеру.

## Голова уряду
- Прем'єр-міністр — Брігі Рафіні (англ. Brigi Rafini).

## Кабінет міністрів
Склад чинного уряду подано станом на 30 червня 2016 року.
| Логотип | Міністерство                                                                                          | Міністр                                                        | Фото | Час на посаді | Час на посаді | Партія | Партія | Вебсайт |
| --- | --- | -------------------------------------------------------------- | ---- | ------------- | ------------- | ------ | ------ | ------- |
| | Міністерство вищої освіти, досліджень та інновацій                                                    | Мохамед бен Омар (Mohamed Ben Omar)                            |      |               |               |        |        |         |
| | Міністерство водних ресурсів і санітарії                                                              | Барму Саліфу (Barmou Salifou)                                  |      |               |               |        |        |         |
| | Міністерство відносин між державними установами                                                       | Баркі Іссуф (Barki Issouf)                                     |      |               |               |        |        |         |
| | Міністерство гуманітарних акцій та надзвичайних ситуацій                                              | Магагі Лауан (Magagi Laouan)                                   |      |               |               |        |        |         |
| | Міністерство гірництва і промисловості                                                                | Хассане Баразе Мусса (Hassane Baraze Moussa)                   |      |               |               |        |        |         |
| Заступник міністра з питань промисловості Сумайла Чиваке (Soumaila Tchiwake)                                          | Міністерство гірництва і промисловості                                                                |                                                                |      |               |               |        |        |         |
| | Міністерство державної власності та житла                                                             | Моктар Кассум (Moctar Kassoum)                                 |      |               |               |        |        |         |
| | Міністерство державної служби та адміністративної реформи                                             | Вазірі Маман Лауан (Waziri Maman Laouan)                       |      |               |               |        |        |         |
| | Міністерство екології та стійкого розвитку                                                            | Вассалке Букарі (Wassalke Boukari)                             |      |               |               |        |        |         |
| | Міністерство енергетики та нафти                                                                      | П'єр Фумакоє Гадо (Pierre Foumakoye Gado)                      |      |               |               |        |        |         |
| | Міністерство зайнятості, праці та соціального захисту                                                 | Шаулані Зенаба (Chaoulani Zenaba)                              |      |               |               |        |        |         |
| | Міністерство захисту дітей і сприяння жінкам                                                          | Амаду Айссата (Amadou Aissata)                                 |      |               |               |        |        |         |
| | Міністерство зв'язку                                                                                  | Аміна Мумуні (Amina Moumouni)                                  |      |               |               |        |        |         |
| | Міністерство землекористування та планування                                                          | Моктар Кассум (Moctar Kassoum)                                 |      |               |               |        |        |         |
| | Міністерство закордонних справ, африканської інтеграції та нігерської діаспори                        | Ібрагім Якуба (Ibrahim Yacouba)                                |      |               |               |        |        |         |
| Заступник міністра з питань африканської інтеграції та нігерської діаспори Ельбак Адам Зейнабу (Elback Adam Zeinabou) | Міністерство закордонних справ, африканської інтеграції та нігерської діаспори                        |                                                                |      |               |               |        |        |         |
| | Міністерство культурного відродження, мистецтв і соціальної модернізації                              | Ассумана Маллам Ісса (Assoumana Mallam Issa)                   |      |               |               |        |        |         |
| | Міністерство молоді та спорту                                                                         | Саліссу Ада (Salissou Ada)                                     |      |               |               |        |        |         |
| | Міністерство молодіжного підприємництва                                                               | Ібрагім Іссіфі Саду (Ibrahim Issifi Sadou)                     |      |               |               |        |        |         |
| | Міністерство міського господарства та санітарії                                                       | Хабі Махамаду Саліссу (Habi Mahamadou Salissou)                |      |               |               |        |        |         |
| | Міністерство народонаселення                                                                          | Каффа Рекіату Крістель Жаку (Kaffa Rekiatou Christelle Jackou) |      |               |               |        |        |         |
| | Міністерство оборони                                                                                  | Массуду Хассумі (Massoudou Hassoumi)                           |      |               |               |        |        |         |
| | Міністерство охорони здоров'я                                                                         | Калла Мутарі (Kalla Moutari)                                   |      |               |               |        |        |         |
| | Міністерство планування                                                                               | Кан Айчату Булама (Kane Aichatou Boulama)                      |      |               |               |        |        |         |
| | Міністерство початкової освіти, писемності, розвитку регіональних мов                                 | Дауда Марте (Daouda Marthe)                                    |      |               |               |        |        |         |
| | Міністерство пошти, телекомунікацій та цифрової економіки                                             | Яхуза Садіссу (Yahouza Sadissou)                               |      |               |               |        |        |         |
| | Міністерство професійної освіти                                                                       | Амані Абду (Amani Abdou)                                       |      |               |               |        |        |         |
| | Міністерство середньої освіти                                                                         | Сані Абдурахаман (Sani Abdourahamane)                          |      |               |               |        |        |         |
| | Міністерство територіального управління та розвитку місцевих громад                                   | Джика Ракіату Бако (Djika Rakiatou Bako)                       |      |               |               |        |        |         |
| | Міністерство техніки                                                                                  | Каді Абдулає (Kadi Abdoulaye)                                  |      |               |               |        |        |         |
| | Міністерство торгівлі та сприяння приватному сектору                                                  | Алма Умару (Alma Oumarou)                                      |      |               |               |        |        |         |
| | Міністерство туризму та ремесел                                                                       | Сані Майгочі (Sani Maigochi)                                   |      |               |               |        |        |         |
| | Міністерство фінансів                                                                                 | Сайду Сідібе (Saidou Sidibe)                                   |      |               |               |        |        |         |
| Заступник міністра з питань бюджету Ахмат Джихуд (Ahmat Jihoud)                                                       | Міністерство фінансів                                                                                 |                                                                |      |               |               |        |        |         |
| | Міністерство юстиції                                                                                  | Мару Амаду (Marou Amadou)                                      |      |               |               |        |        |         |
| | Міністр у справах зносин між державними установами Нігеру                                             | Баркай Іссуф (Barkai Issouf)                                   |      |               |               |        |        |         |
| | Державний міністр децентралізації, внутрішніх справ, державної безпеки, релігійних і справ споживачів | Базум Мохамед (Bazoum Mohamed)                                 |      |               |               |        |        |         |
| Заступник міністра з питань децентралізації Альфарі Салей Хадіза (Alfari Saley Hadiza)                                | Державний міністр децентралізації, внутрішніх справ, державної безпеки, релігійних і справ споживачів |                                                                |      |               |               |        |        |         |
| | Державний міністр землеробства і скотарства                                                           | Альбаде Абуба (Albade Abouba)                                  |      |               |               |        |        |         |
| | Державний міністр транспорту                                                                          | Омар Хаміду Чіана (Omar Hamidou Tchiana)                       |      |               |               |        |        |         |
| | Міністр і Голова Адміністрації президента                                                             | Ухумуду Махамаду (Ouhoumoudou Mahamadou)                       |      |               |               |        |        |         |
| | Міністр і спеціальний призначенець президента в уряді                                                 | Жиль Байллет (Gilles Baillet)                                  |      |               |               |        |        |         |
| | Міністр адміністрації президента                                                                      | Рісса Аг Була (Rhissa Ag Boula)                                |      |               |               |        |        |         |